# Вільям Блай
Вільям Блай (англ. William Bligh; 9 вересня 1754 Сент-Т'юді, Корнуол, Англія — 7 грудня 1817, Лондон, Велика Британія) — британський адмірал, дослідник, капітан Королівського військового флоту Великої Британії, член Лондонського королівського товариства. Учасник подорожей Джеймса Кука, подорожував двічі до Тихого океану з ціллю доставити до Вест-Індії хлібні дерева. Став відомим завдяки заколоту на кораблі «Баунті», де він був капітаном та подорожі у шлюпці з Тихого океану до острова Тимор. Був автором численних карт, ботанічних та географічних нотаток та книги про заколот на «Баунті». Наприкінці кар'єри його призначили губернатором Нового Південного Уельсу в Австралії.